# 容共
容共（ようきょう）または容共主義（ようきょうしゅぎ）とは、共産主義に理解を示して協力することを指す。世界的には中華民国における第一次国共合作時に用いられた「連ソ・容共・扶助工農」の方針が有名な例である。
対義語は反共主義。

## 受容と展開

### 中国史
1924年1月に広州市で開催された中国国民党第1回全国代表大会において「連ソ・容共」の方針が示された。
1920年代、コミンテルンは反帝国主義を掲げ各地の民族運動を支援し中国では中国国民党に接近。中国国民党の指導者であった孫文も陳炯明の造反によりダメージを受けた直後であり、ソ連からの軍事援助を起死回生のチャンスにしたい思惑があったとされる。

### 日本史
1920年に日本社会主義同盟が結成されたが、1925年には反共の社会民衆党と、容共の労働農民党に分裂した。その後、戦争体制が進むにつれ、労働農民党は1928年に結社禁止され、社会民衆党から変わった社会大衆党は1940年に大政翼賛会に合流した。
日本社会党は、戦前の社会大衆党と労働農民党が合流して出帆したが、1953年のサンフランシスコ講和会議においてソ連や中華人民共和国などの共産主義国家を除いた多数講和か、それらを含めた全面講和か（＝共産主義に対する見解の相違）で、右派社会党と左派社会党に分裂した。1955年に両派は合同するものの、僅か5年後の1960年には日米安全保障条約に条件付賛成の右派が民主社会党を結成し（＝共産主義に対する見解の相違）、更に改称した民社党は、自由民主党以上に容共を攻撃した。
朝鮮戦争以降、反共の最前線に置かれた韓国では、歴代の軍事政権が容共（親共とも）である者はすなわち共産主義者であるとの立場を取り、共産主義に積極的に反対しない者を取り締まりの対象にした。
日本社会党は社共共闘に積極的な容共派や社公民路線を目指す反共派、そして日本共産党を含めた全野党共闘に積極的な勢力まで多様な勢力が共存していた。しかし、1980年の社公合意により日本社会党は事実上反共派が主導権を握り、 日本社会党の後継政党である社会民主党は「社会民主主義」を強調し、反共の立場を明確にした。容共派は、新社会党を結成し、共産党の公認候補も推薦する（＝既に党内の反共派に気兼ねする必要がない）姿勢を打ち出したが、共産党には共闘を拒絶されており、国政では国会の全議席を喪失した。
これについて、保守系のマスコミは、「従来の日本社会党は、共産主義の距離の取り方に苦労してきた」と社民党の路線転換を歓迎した。社民党は共産党と国政では共闘することもあるが、沖縄県以外の地方政治では自民党などと組んでオール与党の一翼を担い、共産党と対立することが多い。
「がんばろう、日本!」国民協議会（旧「民主統一同盟」）は、共産党を中心とした民主的統一戦線を訴え、青島幸男を容共議員と名指しした。しかし、現在「国民協議会」は反共・親米保守に転じている。
また、小沢一郎は思想的には反共であるが、民主党代表であった当時、選挙での勝利のためには共産党との協力もあり得るという見解を示した。これに対し保守系メディアは「小沢は共産党すら利用するヒトラーか」などと題し、その容共を批判した。
2016年から民進党、社民党、自由党といった野党各党が日本共産党と「野党による共闘」と言う形で選挙協力を開始した。しかし、2017年に民進党が希望の党と立憲民主党に分裂し、共闘体制も前者とは破綻、後者は継続となり反共と容共に別れることになった。2018年には希望の党が国民民主党と新希望の党に分離し、前者は市民連合との協議に応じ共産党との共闘を再開した。
2021年9月、国民民主党を吸収合併した新生立憲民主党は第49回衆議院議員総選挙に臨むにあたり共産党らと協定を結び「部分的な閣外協力」を行うことで合意した。これに対し自公や共闘に参加してない維新らから「立憲共産党」と名付ける激しいネガティブ・キャンペーンが行われ立憲民主党は議席を減らすこととなった。
総選挙敗北後立憲民主党内から共闘見直し論が再浮上。2024年立憲民主党代表選挙では政策協定を結ぶ共闘に消極的かつ安保法制の速やかな廃止を明言しない野田佳彦が代表に選出されたことにより、共産党は共闘条件が損なわれたと反発。地域的に候補者調整が進んでいた選挙区を除き再び野党候補者がかぶる事態となった。